# Jardim Botânico de Santos
O Jardim Botânico de Santos ou Jardim Botânico Municipal Chico Mendes
, cujo nome homenageia o ativista ambiental Chico Mendes, está situado na cidade de Santos, estado de São Paulo, Brasil.
O local é um parque ecológico destinado a preservar diferentes espécies de plantas e cultivar as mudas para abastecer o jardim da praia e outros logradouros da cidade.

## Histórico
Fundado em 1925, no antigo Horto Municipal que ficava ao lado da Santa Casa. Em 1973, esse cultivo passou a ser feito no terreno atual. Em 1994 o Horto se transformou em Jardim Botânico, passando a acolher programas de conservação das espécies nativas da Mata Atlântica. Reformado pela Prefeitura em 2001, ganhou chafariz e deck de madeira no lago maior, destinado à eventos culturais. 
Com 90 mil m², tem um acervo superior a 300 espécies vegetais, divididas em 20 coleções, com destaque para as espécies da Mata Atlântica, as espécies da Amazônia, o bosque de pau-brasil (inaugurado em 2001), árvores de madeira de lei e 65 qualidades de palmeiras, inclusive a imperial. Também possui um parque equipado com bancos e mesas de madeira, três lagos e viveiro de animais silvestres, além de playground e campo de futebol.

## Estrutura
Após reforma ocorrida em 2015, o espaço passou a contar com a Torre de Observação de aves, prédio com 22 metros de altura e quatro andares, que possibilita a visualização das mais de 90 espécies de aves que sobrevoam a região, um dos únicos espaços deste tipo no Brasil em área pública urbana.
O espaço possui ainda quatro trilhas, sendo que a maior delas possui cerca de 400 metros. Ao lado da área de convivência, local com mesas e bancos para descanso, localiza-se a área acessível, primeiro parque totalmente acessível da baixada santista, que possui balanços, trepa-trepa e painéis sensoriais acessíveis a pessoas com deficiência.
Além disso, cerca de 86 canteiros de hortaliças e plantas ornamentais estão sob cuidados dos mais de 17 grupos de voluntários que, por meio do Programa Quem Colhe Planta, podem obter metade do plantio desse cultivo e a outra metade é destinada a cooperativas de catadores. 
Dentro do Jardim Botânico também existe o Centro de Aprendizado em Compostagem e Agricultura Urbana (Cacau) que disponibiliza oficinas aos visitantes para disseminar técnicas de plantio e compostagem.
A sua vegetação, a qual cerca de 72% é nativa do Brasil, é advinda de um processo de planejamento desde 1991, o qual possibilitou que o Jardim tivesse uma coleção botânica representativa da Mata Atlântica mas com destaque em relação ao entorno urbanizado do bairro.